# قاب (نمونه‌برداری)

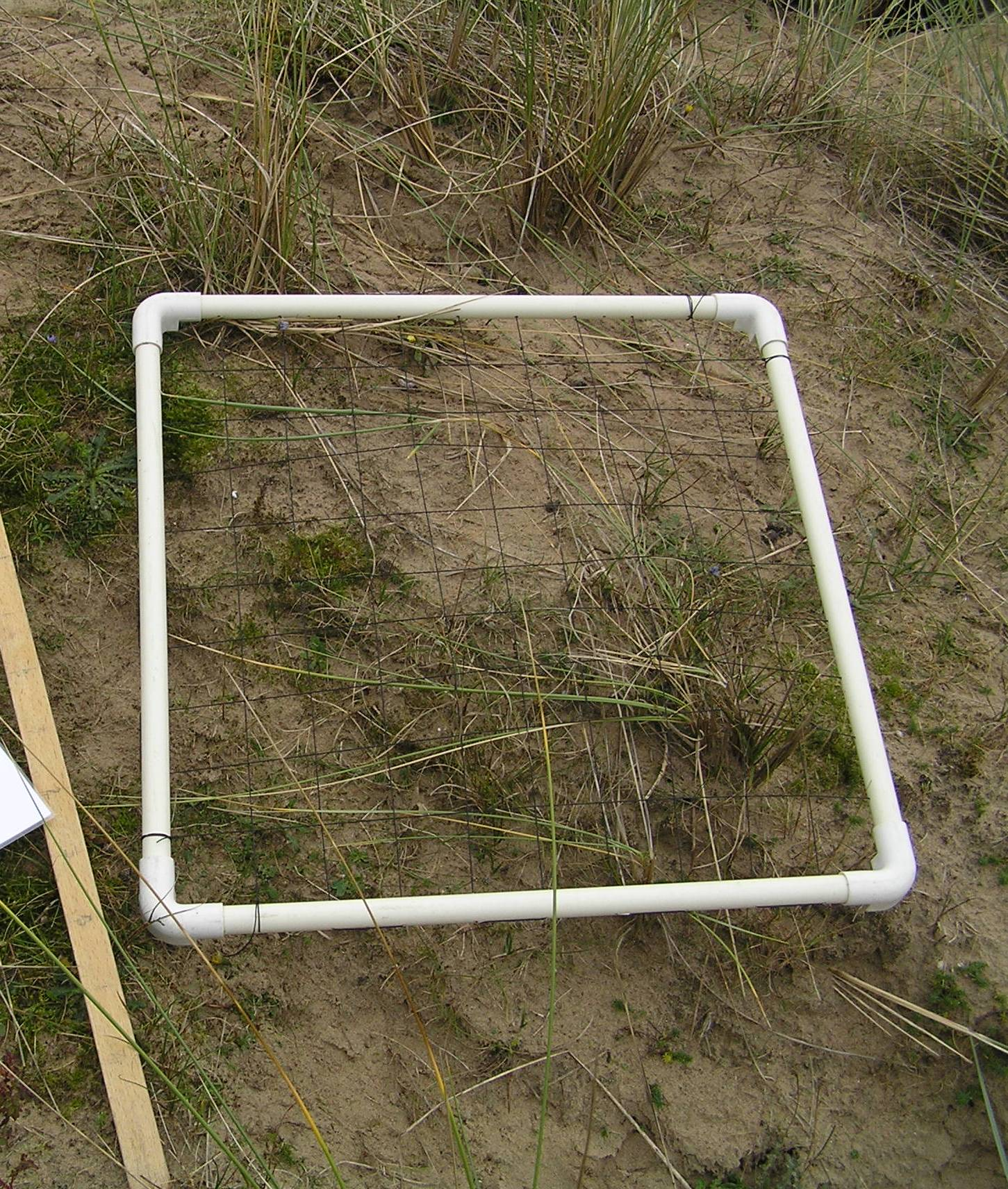
یک قاب (کوادرات) که برای اندازه‌گیری درصد پوشش گونه‌های خاص به کار می‌رود.

قاب یا کوادرات (به انگلیسی: Quadrat)، به‌طور سنتی مربع است که در اکولوژی، جغرافیا و زیست‌شناسی برای جداسازی و نمونه‌برداری یک واحد استاندارد مساحت برای مطالعه پراکندگی یک مورد در یک منطقه بزرگ استفاده می‌شود. کوادرات‌های مدرن می‌توانند به عنوان مثال مستطیل، دایره‌ای یا نامنظم باشند. کوادرات برای نمونه‌برداری از گیاهان، جانوران کندرو و برخی از جانداران آبزی مناسب است.

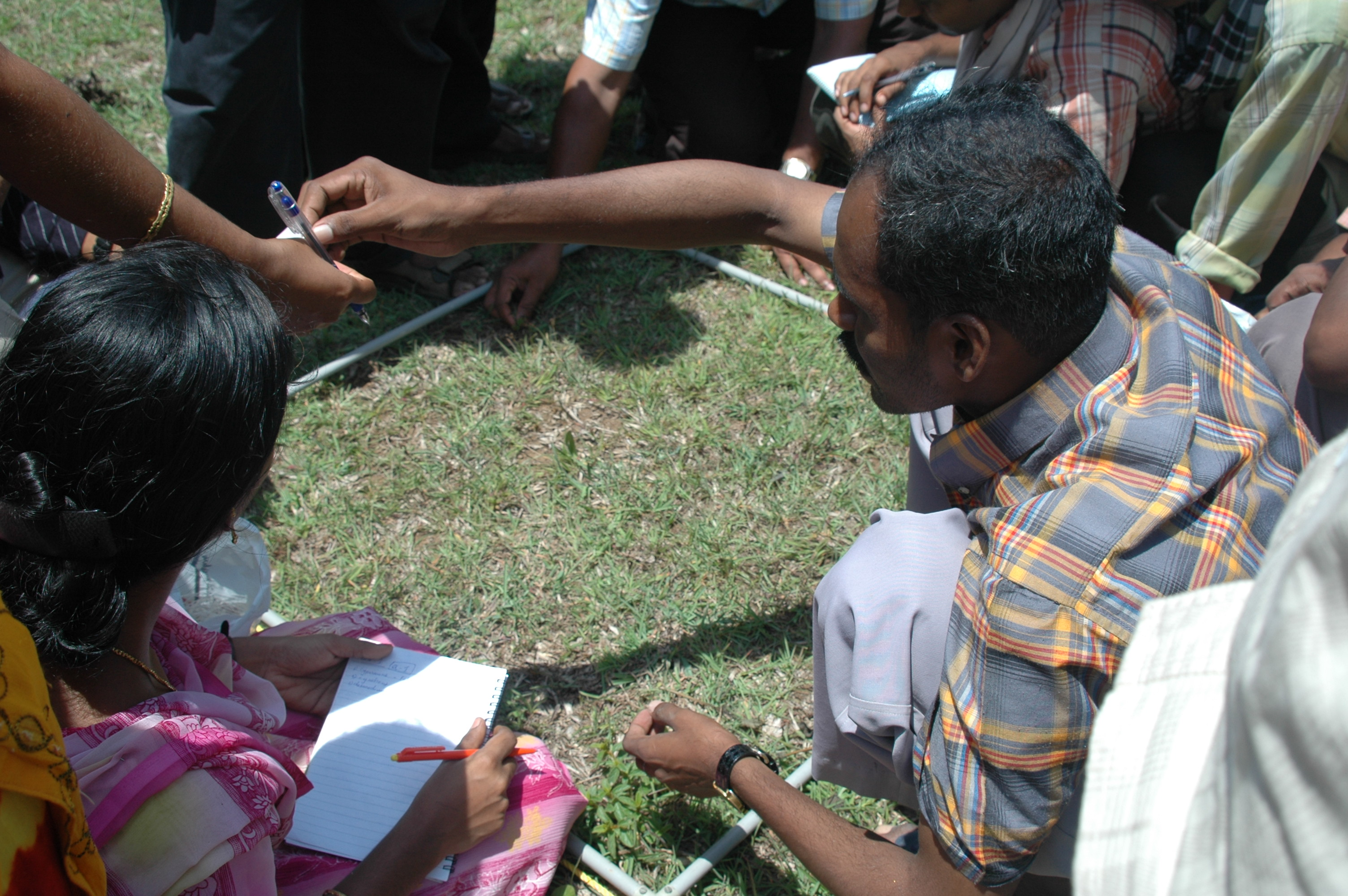
گیاه‌شناس و دانشجویان در حال بررسی پراکنش گونه‌ها با استفاده از یک قاب (کوادرات).